# 게오르크 가프키

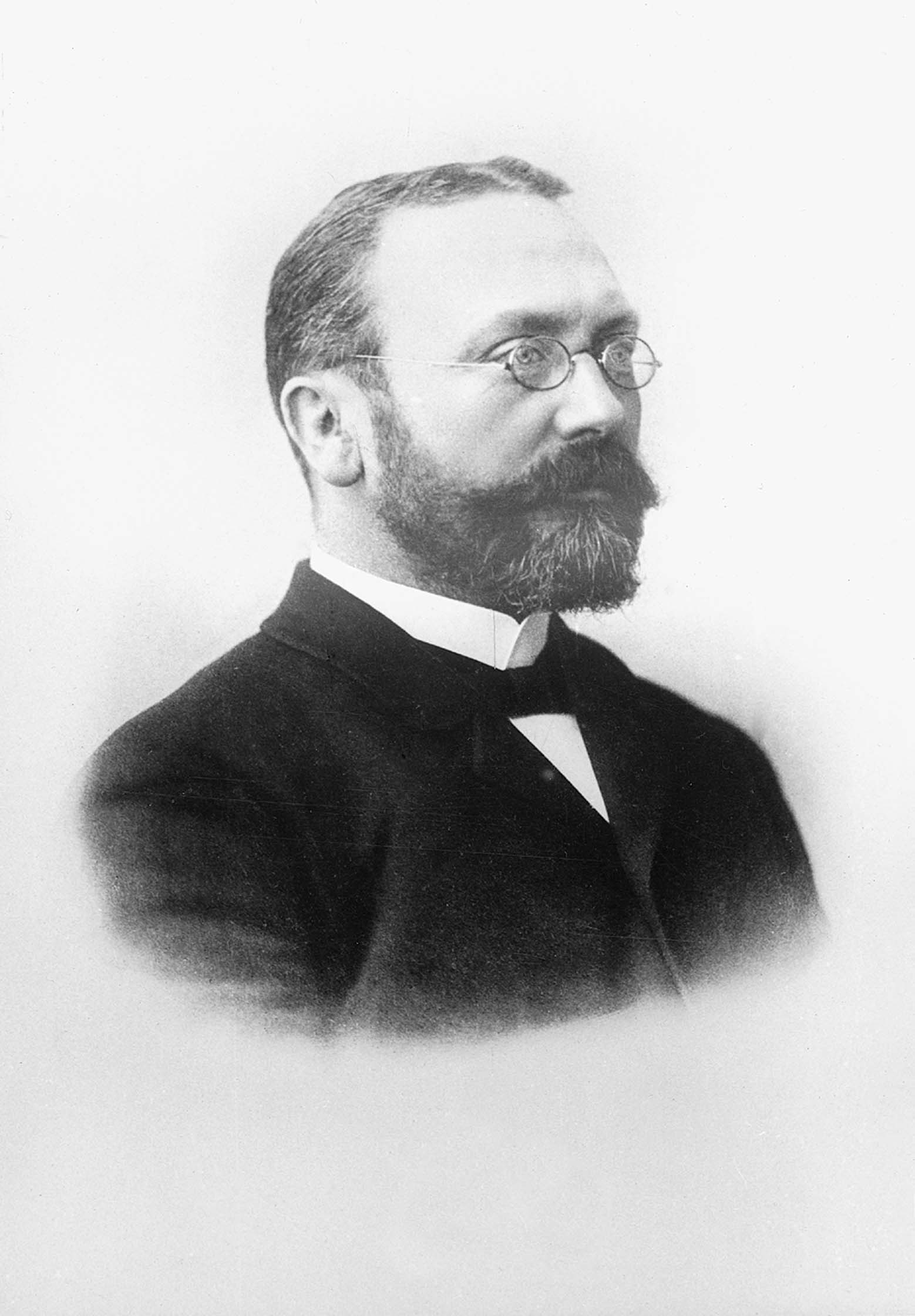
게오르크 테오도어 아우구스트 가프키

게오르크 테오도어 아우구스트 가프키(Georg Theodor August Gaffky, 1845년 ~ 1918년)은 독일의 세균학자이다.
하노버에서 출생하였으며 베를린 왕립 대학에서 의학을 배운 뒤 코흐의 밑에서 연구 생활을 하였다. 코흐를 따라 콜레라 연구 위원회의 일원으로 이집트와 인도 지방을 여행하였다. 1897년 인도에 머물면서 페스트 연구 위원회의 회장이 되었다. 그는 장티푸스 균의 순배양에 성공하였으며, 결핵 환자의 객담 중 균의 생성과 소멸을 보는 데 편리한 《가프키 표》를 만들었다.

## 참고 자료
- 이 문서에는 다음커뮤니케이션(현 카카오)에서 GFDL 또는 CC-SA 라이선스로 배포한 글로벌 세계대백과사전의 내용을 기초로 작성된 글이 포함되어 있습니다.